# ビスホスホネート
ビスホスホネート（ビスフォスフォネート、bisphosphonate, 略:BP）は、破骨細胞の活動を阻害し、骨の吸収を防ぐ医薬品。
骨粗鬆症、変形性骨炎（骨ページェット病）、腫瘍（高カルシウム血症の有無にかかわらず）の骨転移、多発性骨髄腫、骨形成不全症、その他骨の脆弱症を特徴とする疾患の予防と治療に用いられる。顎骨の難治性壊死（BRONJ）や病的骨折という問題点も知られる。

## 開発
ビスホスホネートが最初に開発されたのは、1865年のドイツであった が、最初に骨代謝の疾患の調査が行われたのは1960年代である。医学以外の用途としてはオレンジ畑での灌漑システムで軟水を作る事などに使われていた。人体に使われた最初の目的は骨塩の主要な物質であるハイドロキシアパタイトの溶解を防ぐことで、骨の損失を防ぐことであった。それが証明されたのは1990年代に入ってからであった。

## 構造

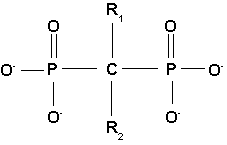
ビスホスホネートの基本骨格

すべてのビスホスホネートは、P-C-P 構造を基本骨格とする。この基本骨格で、2個のホスホン酸アニオン基（ホスホネート）が炭素と共有結合していることが「ビスホスホネート」の名称と、薬の作用の由来である。長いほうの側鎖（略図でR2）は化学的性質、動作の形式、ビスホスホネートの薬としての強さを決定する。短いほうの側鎖（R1）はおもに化学的性質と薬物動態に影響する。

## 薬物動態
ビスホスホネートは経口投与または静脈内注射によって体内に入る。骨組織に強い親和性を持ち、約50％は骨の表面に取り込まれる。残りは変化せずに腎臓から排出される。

## 作用機序
骨組織に付着すると、ビスホスホネートは破骨細胞に取り込まれる。ビスホスホネートは窒素を含むタイプと含まないタイプの二種類があり、それぞれ異なる作用機序を持つ。

### 窒素を含まないビスホスホネート
第一世代
- エチドロネート - ダイドロネル（経口製剤・大日本住友製薬）[6]
- クロドロネート
- チルドロネート

窒素を含まないビスホスホネートは細胞の中で代謝され、アデノシン三リン酸(ATP)末端のピロリン酸構造を機能しない形の分子に置き換え、細胞のエネルギー代謝の中でATPを競合的に阻害する。これにより破骨細胞はアポトーシスに至る。このため、骨の減少は遅くなる。エチドロネートは第一世代ビスホスホネート製剤で骨ページェット病でも用いられる。ダイドロネルという商品が知られている。骨軟化症のリスクがあるため、2010年現在はほとんど用いられない。

### 窒素を含むビスホスホネート
- 第二世代
  - パミドロネート - アレディア（注射用製剤・ノバルティスファーマ）
  - ネリドロネート
  - オルパドロネート
  - アレンドロネート - オンクラスト（注射用製剤・万有製薬 2009年販売中止）[8]・テイロック（注射薬・帝人ファーマ）[9]・フォサマック（経口製剤・MSD）[10]・ボナロン（経口製剤[11]・点滴静注バッグ[12], 帝人ファーマ）
  - イバンドロネート - ボンビバ (静注製剤･経口製剤、中外製薬株式会社・大正富山医薬品株式会社)

アレンドロネートは第二世代ビスホスホネート製剤である。フォサマックやボナロンといった商品が知られている。錠剤が食道に長く停滞すると食道障害が起こるリスクがあると考えられており、180mlの水とともに内服し、服用後30分は横にならない、水以外の飲食や他の薬剤の経口摂取をしないといった条件がある。週1回の投与が一般的である。このような内服時の制約のために月1回投与の製剤も開発された。イバンドロネート(イバンドロン酸)は海外では3ヵ月に1回投与、国内では1ヵ月に1回の投与が認可されている。リセドロネートより高い治療効果を示す。内服薬と注射薬がある。ボンビバとして発売されている。
- 第三世代
  - チルドロネート
  - インカドロネート - ビスフォナール（注射用製剤・アステラス製薬・販売中止）[13]
  - リセドロネート - アクトネル（経口製剤：味の素/エーザイ）[14]・ベネット（武田薬品工業/ワイス）[15]
  - ミノドロネート - リカルボン（経口製剤：小野薬品）[16]・ボノテオ（経口製剤：アステラス製薬）
  - ゾレドロネート - ゾメタ（注射用製剤・ノバルティスファーマ）[17]

第三世代のリセロドネートはアレンドロネートと用法もほぼ同じである。アクトネル、ベネットは骨粗鬆症に用いられる。インカドロネート（ビスフォナール）やゾレドロネート（ゾメタ）は悪性腫瘍による高カルシウム血症で用いられる場合が多い。ゾレドロネート（ゾメタ）は年に1回の投与で効果があるとされている。ミノドロネートは日本で開発されたビスホスホネート製剤であり強い骨吸収抑制効果を持つ。
窒素を含むビスホスホネートの骨代謝での活動はメバロン酸経路内でのファルネシル二リン酸合成酵素(FPPS)の結合と阻害である。
FPPSによるメバロン酸経路の遮断はファルネソールとゲラニルゲラニオールという二つの代謝産物の産生を防ぐ。これらは、細胞膜を作るいくつかの小さなタンパク質を結合させる際に必要となる。この現象はプレニル化として知られていて、亜細胞タンパク質の輸送に重要である。
プレニル化の阻害により破骨細胞内の多くのたんぱく質に影響を与えている上に、Ras,Rho,Racの脂質修飾の崩壊が、ビスホスホネートの作用の基礎にあると考えられている。これらのたんぱく質は、破骨細胞形成・生存・細胞骨格の動態それぞれに影響を与えている。特に、細胞骨格は "ruffled border"を保つ上で重要である。

## 用途
- ビスホスホネートは骨粗鬆症、変形性骨炎（骨ページェット病）、腫瘍（高カルシウム血症の有無にかかわらず）の骨転移[21]、多発性骨髄腫その他骨の脆弱症を特徴とする疾患に対し用いられる。
- 骨粗鬆症やページェット病に対してはアレンドロネートやリセドロネートが第一選択薬として一般的である。これらが効果がない場合や消化器官の異常を訴えるのならばパミドロネートの静脈注射が利用される。ラネル酸ストロンチウムやテリパラチドが難病に、選択的エストロゲン受容体モジュレーターのラロキシフェンが閉経後の女性に投与されることもある。
- 高用量ビスホスホネートの静脈注射はいくつかの種類の癌、特に乳癌の骨転移の進行を抑える効果がある。
- メドロネートやオキシドロネートはテクネチウム製剤に混ぜることで、骨疾患を調べる核医学検査に用いられる。
- さらに、ビスホスホネートは骨形成不全症の子供の骨折率を下げるのに使用されるようになった。

## 副作用
もっとも問題となる副作用はビスホスホネート系薬剤関連顎骨壊死とされていた。大腿骨の非定形骨折などの報告も増えている。
- 経口ビスホスホネートは胃の不調や食道の炎症、びらんを引き起こす。これらはおもに窒素を含むビスホスホネートで主に発生する。これらは内服後30から60分間まっすぐに座っていることで予防できる。
- ビスホスホネートの静脈注射は初回に発熱やインフルエンザ様の症状が出る。これはビスホスホネートが人のγδT細胞の活性化を引き起こすためであると考えてられている。これらは以後は発生しない。
- 電解質平衡異常をわずかに増加させるリスクがある。しかし、定期的なモニタリングが必要なほどではない。
- 慢性腎不全の場合、排出の速度の低下があるため、投与量の調整が必要となることがある。
- 高度の骨や関節、筋骨格系疼痛の報告が多数されている。[22]
- 最近の研究で、ビスホスホネート（厳密に言うとゾレドロネートとアレンドロネート）は女性の心房細動のリスクファクターと報告された。[23][24][25] 炎症反応やカルシウムの血中濃度の増減がその原因と考えられる[24]。ある研究は、心房細動の3%はアレンドロネートの使用によるものであると評価している。しかしながら、たとえ心房細動の高いリスクを持っている集団（心不全・冠動脈疾患・糖尿病などの患者）でも、今のところビスホスホネートの利益はこのリスクを上回っていると信じられている[24]。また、この研究を否定し、リスクファクターであるとのエビデンスは得られなかったとする研究も存在する。[26]
- 長期間にわたるビスホスホネートの使用が特に大腿骨の転子下で骨代謝回転の過剰な抑制を引き起こすことが懸念されている。これにより骨の小さなひびが治らず[27]、最終的にはそのひびがつながり、非定型の骨折をすると考えられている。この種の骨折の治療は極めて困難で、自家骨移植などの治療は全身骨が既にビスホスホネートに侵されているため適応がない。現在なお、この合併症は一般的でなく、骨折の減少の利益の方が大きいと信じられている。